# Меховецкий, Николай
Николай (Миколай) Меховецкий (пол. Mikołaj Miechowicki) — польский шляхтич, военный предводитель (гетман) повстанческой армии Лжедмитрия II в 1607—1608 годах.

Герб Пнейня

Шляхтич герба Пнейня. Командовал ротой придворных войск великого коронного маршалка Зигмунта Мышковского. Был связан с Лжедмитрием I, после смерти которого стал действовать в интересах его вдовы Марины Мнишек.
Участвовал в рокоше Зебжидовского. По свидетельствам современников, именно Меховецкий был главным инициатором появления Лжедмитрия II. Присоединился к Самозванцу весной 1607 года, приведя в Стародуб 700 бойцов. В сентябре 1607 года возглавил тульский поход Лжедмитрия II против войск Василия Шуйского. 8 (18) октября Меховецкий освободил Козельск, осажденный войсками воеводы Василия Литвинова-Мосальского, а 16 (26) октября взял Белёв. В ноябре был взят Брянск.
Тем временем в Речи Посполитой король Сигизмунд III одержал решительную победу над мятежной шляхтой, после чего войско Лжедмитрия II пополнилось множеством польских наемников. Прибыли также влиятельные шляхтичи, среди которых был князь Роман Рожинский. Это значительно усилило Самозванца, но поставило его в зависимость от богатой шляхты. У самого же Лжедмитрия II не было средств, чтобы платить польскому гарнизону. Рожинский воспользовался этим, устроив в апреле 1608 года переворот в стане Самозванца и сместив Меховецкого с поста главнокомандующего (после чего занял этот пост сам). Меховецкий с четырехтысячным отрядом наемников покинул лагерь Лжедмитрия II.
В октябре 1608 года Меховецкий был убит по приказу князя Рожинского. Неизвестно, был ли дан приказ искать изгнанного из лагеря Лжедмитрия II польского военачальника, либо тот в какой-то момент вернулся к Самозванцу.